# Dranica
Dranica – drewniany materiał do wykonywania pokryć dachowych. Ręcznie łupana deszczułka. Wymiary dranicy:
- Szerokość: 9-60 cm
- Długość: 13-100 cm[1]